# تشارلز براون (عسكري أمريكي)
تشارلز براون (بالإنجليزية: Charles Brown)‏ هو عسكري أمريكي، (ولد في نيويورك في الولايات المتحدة 1849  م).